# A Savoyai királyi család rezidenciái
A Savoyai királyi család a 16. században több régi kastély felújítását, valamint számos új rezidencia megépítését rendelte el a Szárd Királyság fővárosában Torinóban, valamint annak közvetlen környezetében. 
E kastélyok egy részét az UNESCO 1997-ben felvette a  Világörökségi listára.
A listán a következő kastélyok szerepelnek:
- A torinói királyi palota (Palazzo Reale di Torino), Torino
- Palazzo Madama és Casaforte degli Acaja, Torino
- Palazzo Carignano, Torino
- Castello del Valentino, Torino
- Villa della Regina, Torino
- Stupinigi vadászkastély (Palazzina di caccia di Stupinigi), Nichelino
- Reggia di Venaria Reale, Venaria Reale
- Borgo Castello nel parco de La Mandria, Venaria Reale
- Rivoli kastélya (Castello di Rivoli)
- Agliè hercegi kastélya (Castello Ducale di Agliè)
- Moncalieri kastélya(Castello di Moncalieri)
- Racconigi királyi kastélya (Castello Reale di Racconigi)
- Pollenzo kastélya (Castello di Pollenzo), Bra
- Govone kastélya (Castello di Govone).

## A Savoyai család palotái Bécsben
- Belvedere kastély (nyári palota),
- Winterpalais (téli palota)

## Galéria

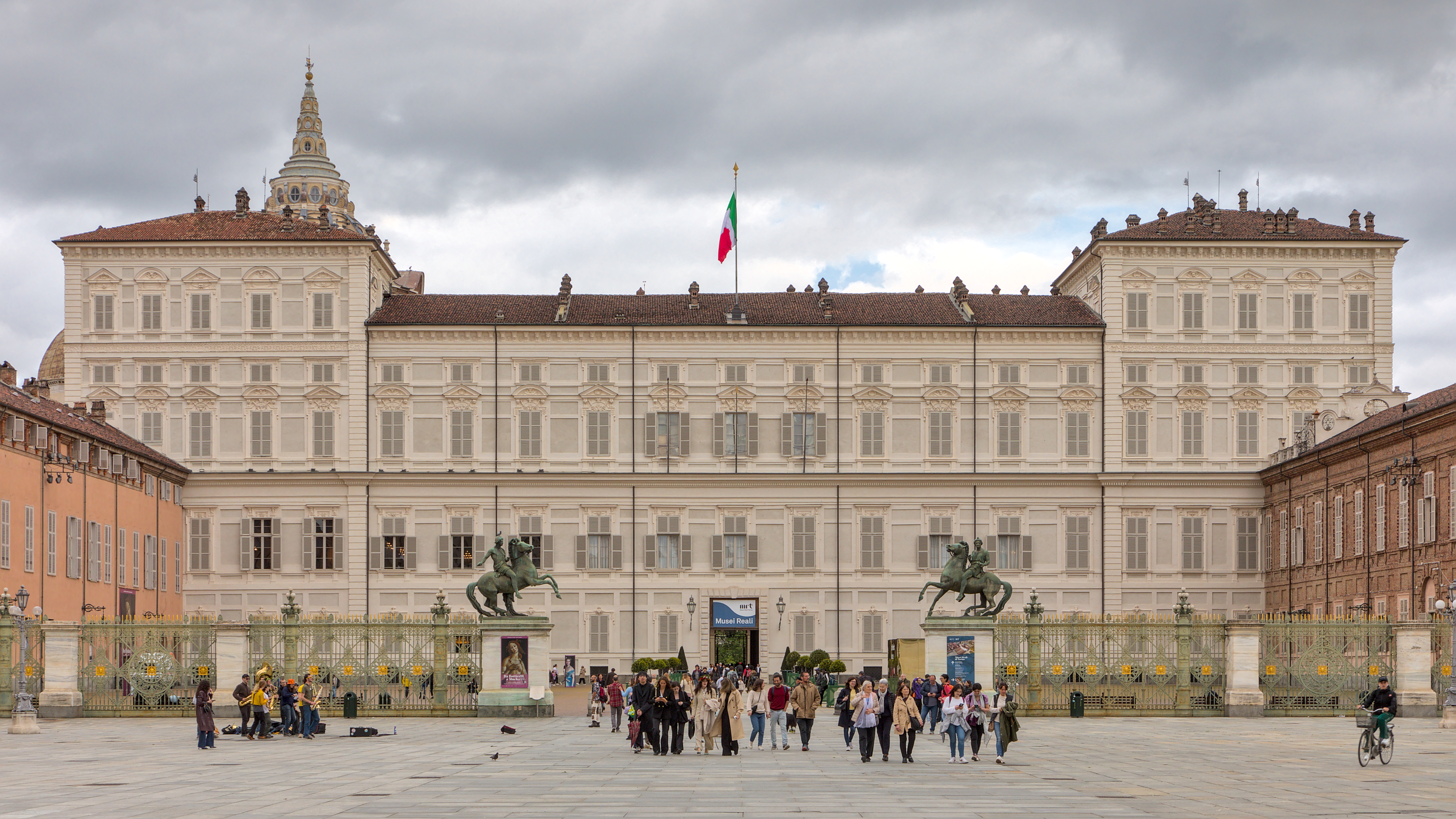
A torinói királyi palota
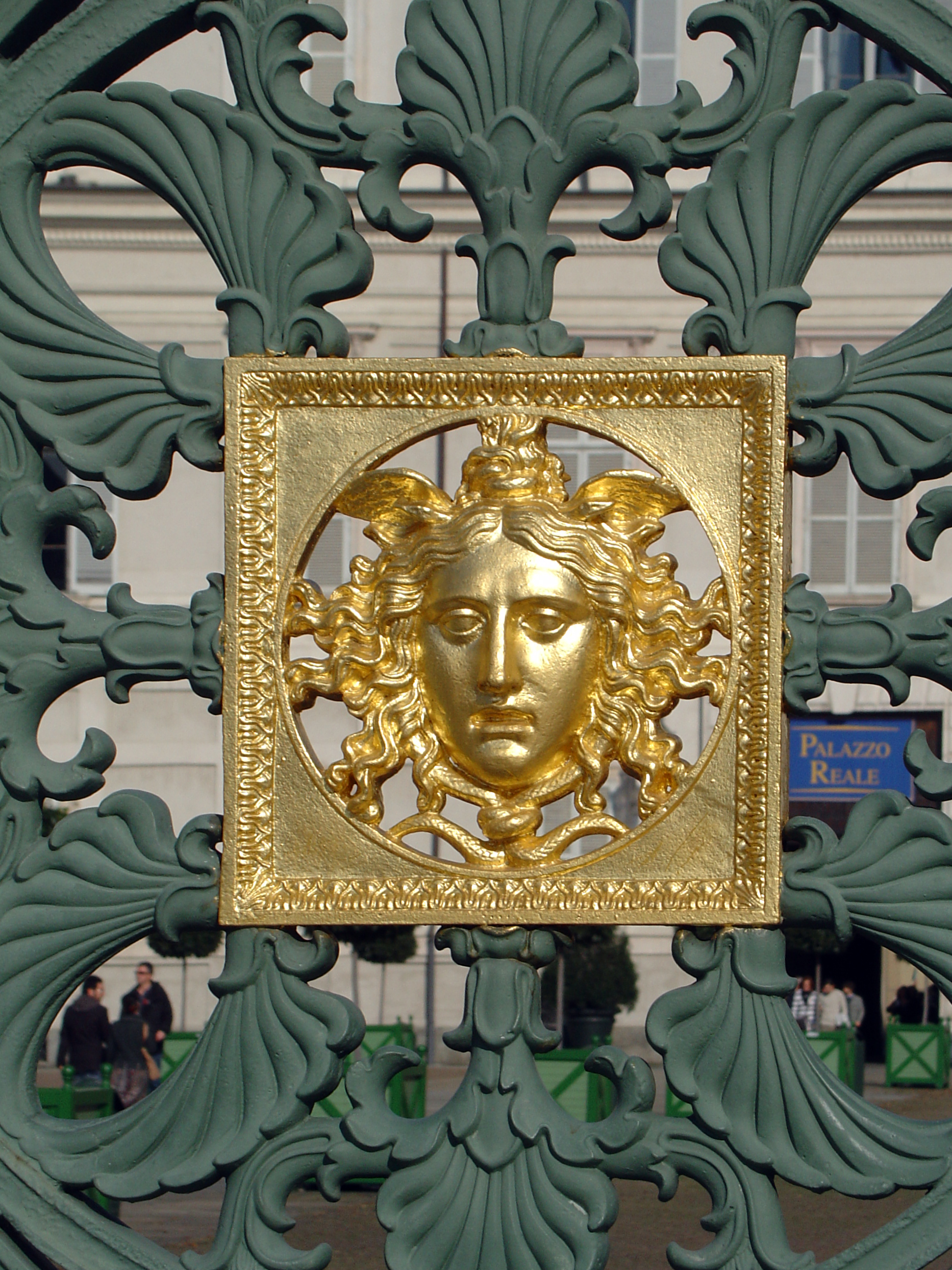
A torinói királyi palota kapujának részlete
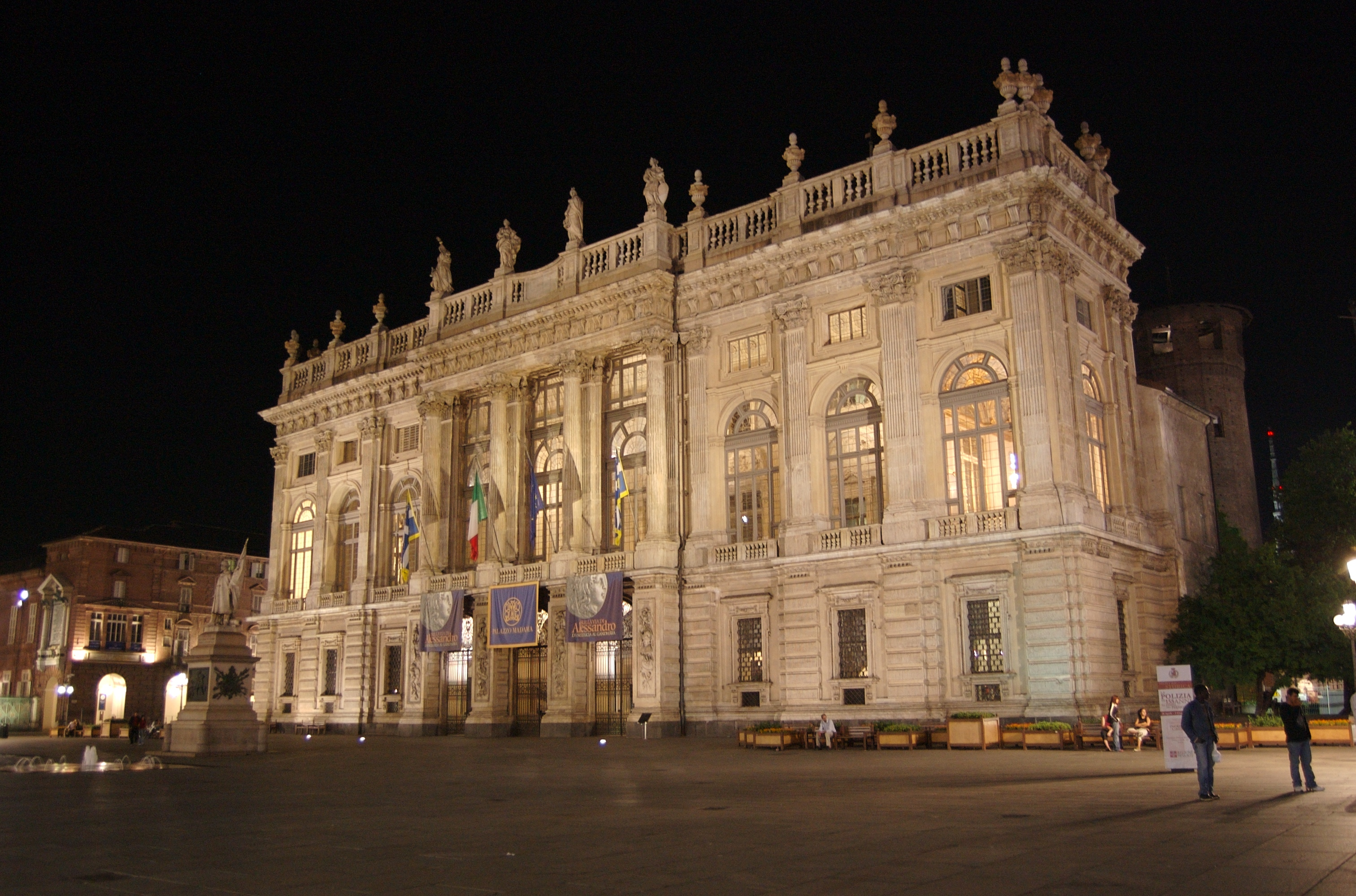
A Palazzo Madama
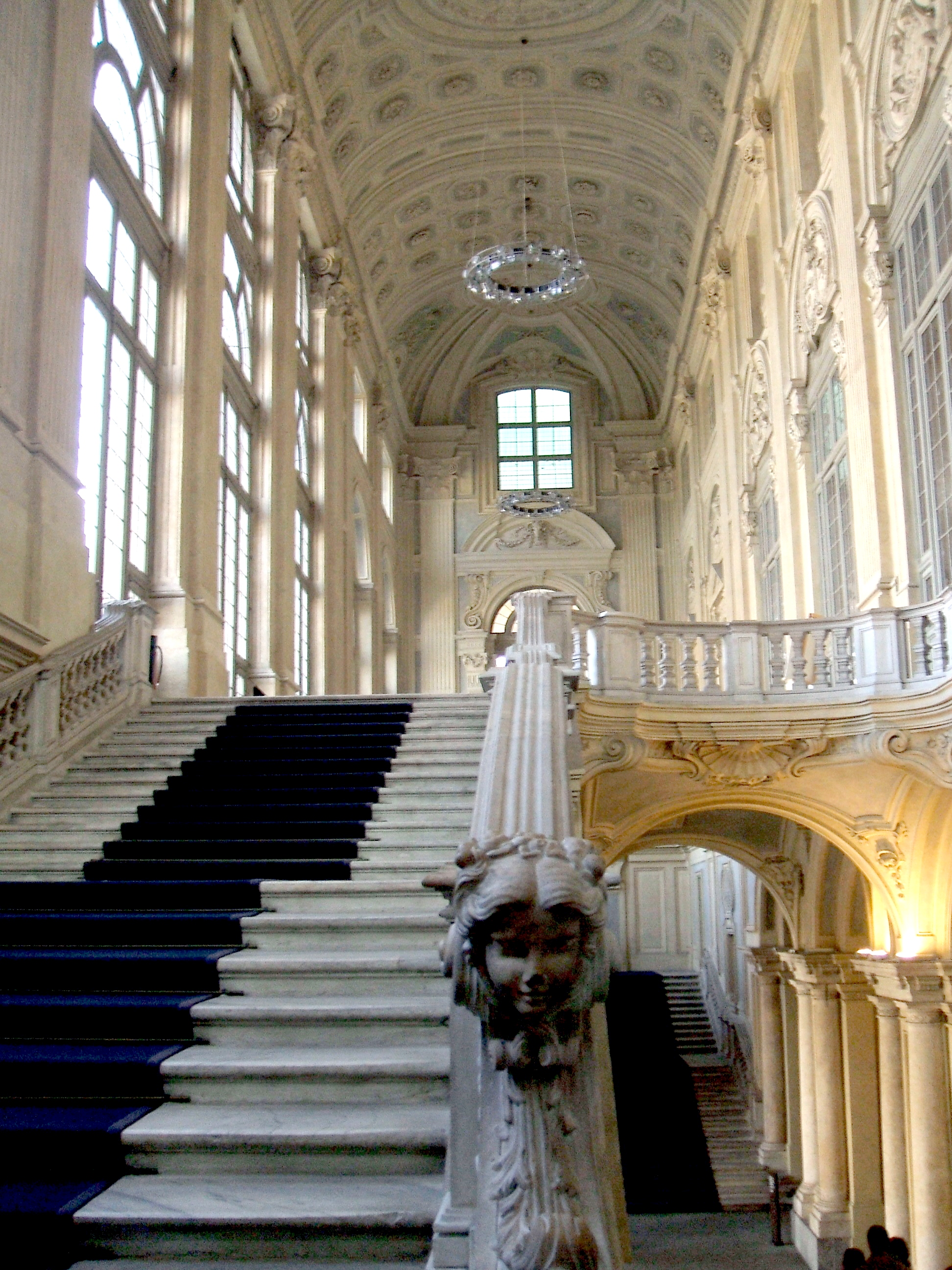
Filippo Juvarra lépcsősora(Palazzo Madama)
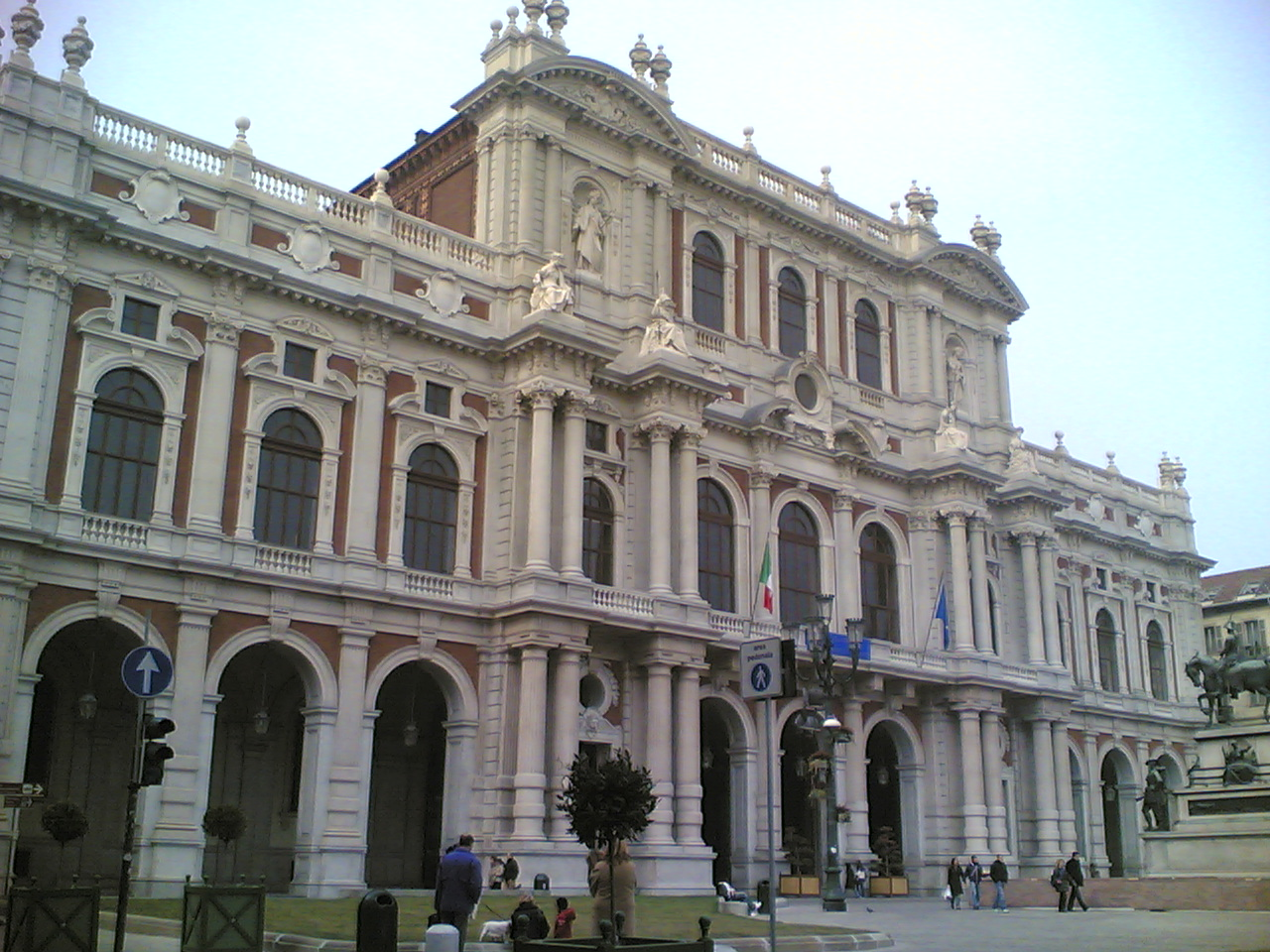
Palazzo Carignano
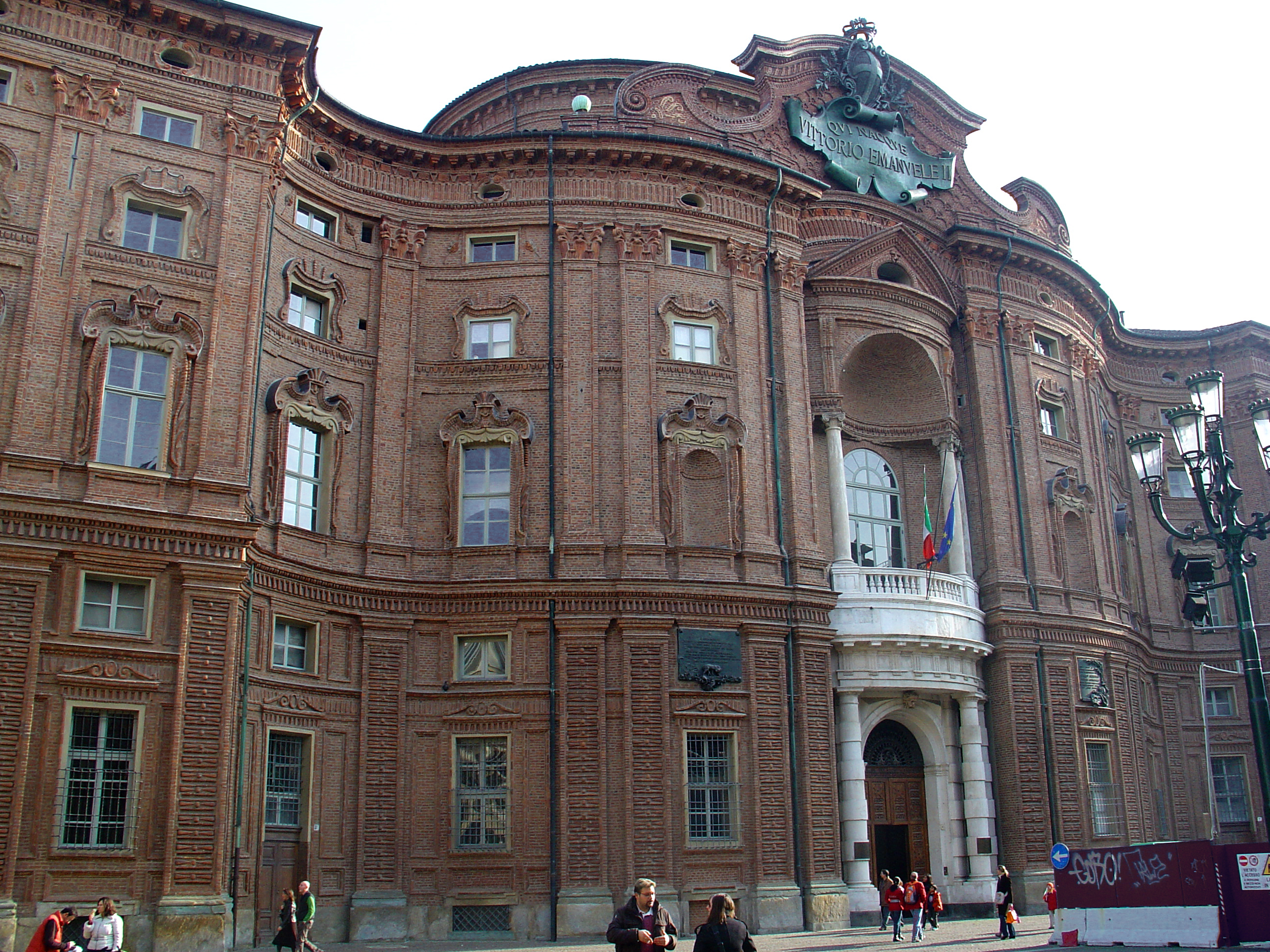
A Palazzo Carignano homlokzata az azonos nevű térről
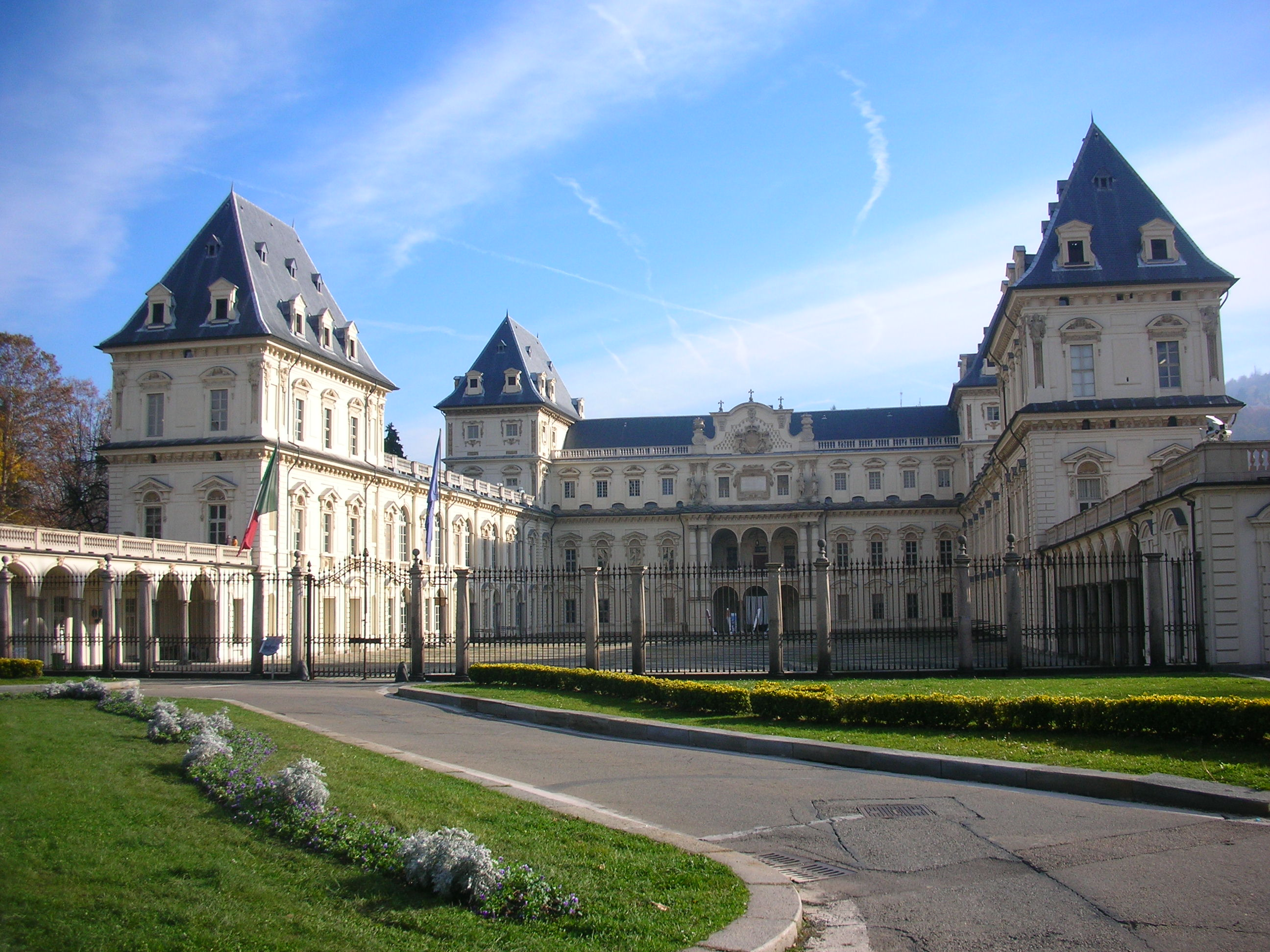
Castello del Valentino
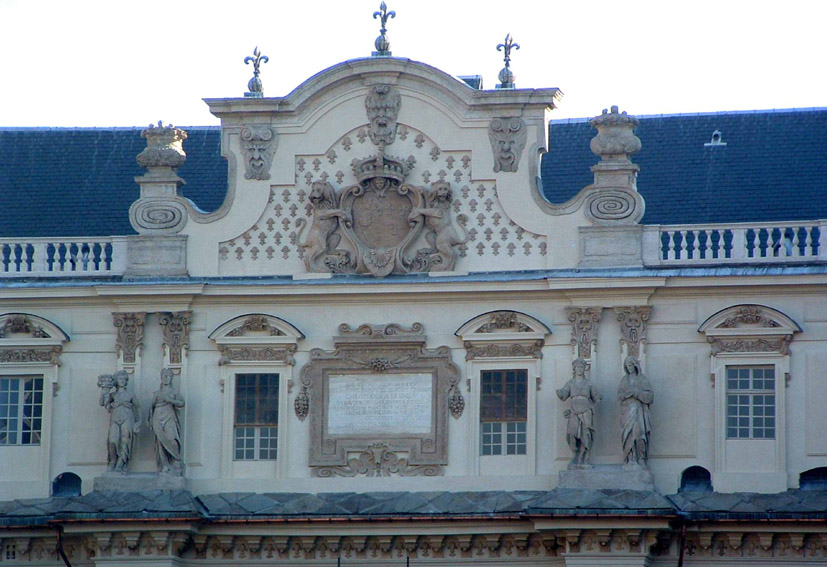
Castello del Valentino
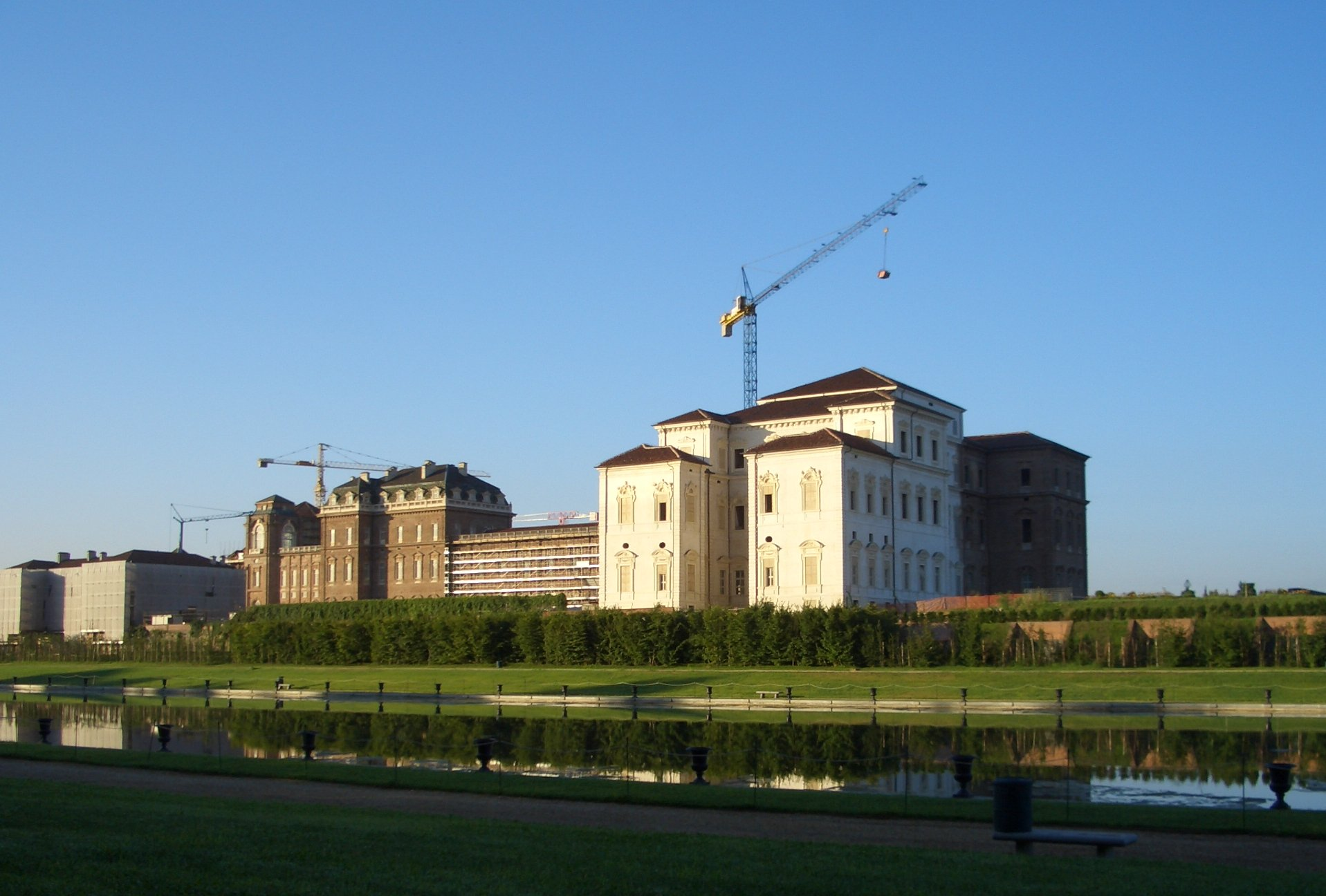
Reggia di Venaria Reale
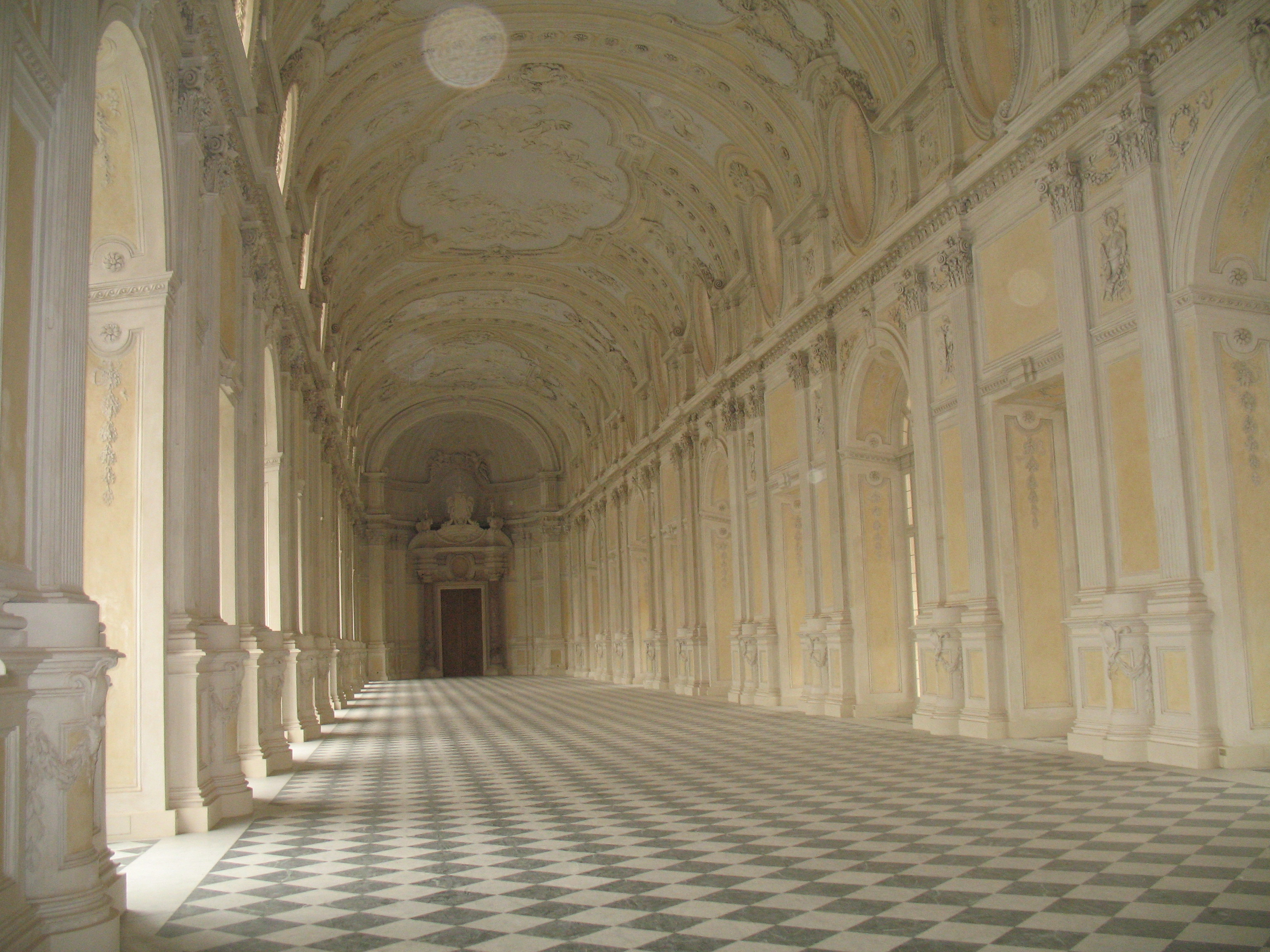
A Reggia di Venaria Reale árkádjai
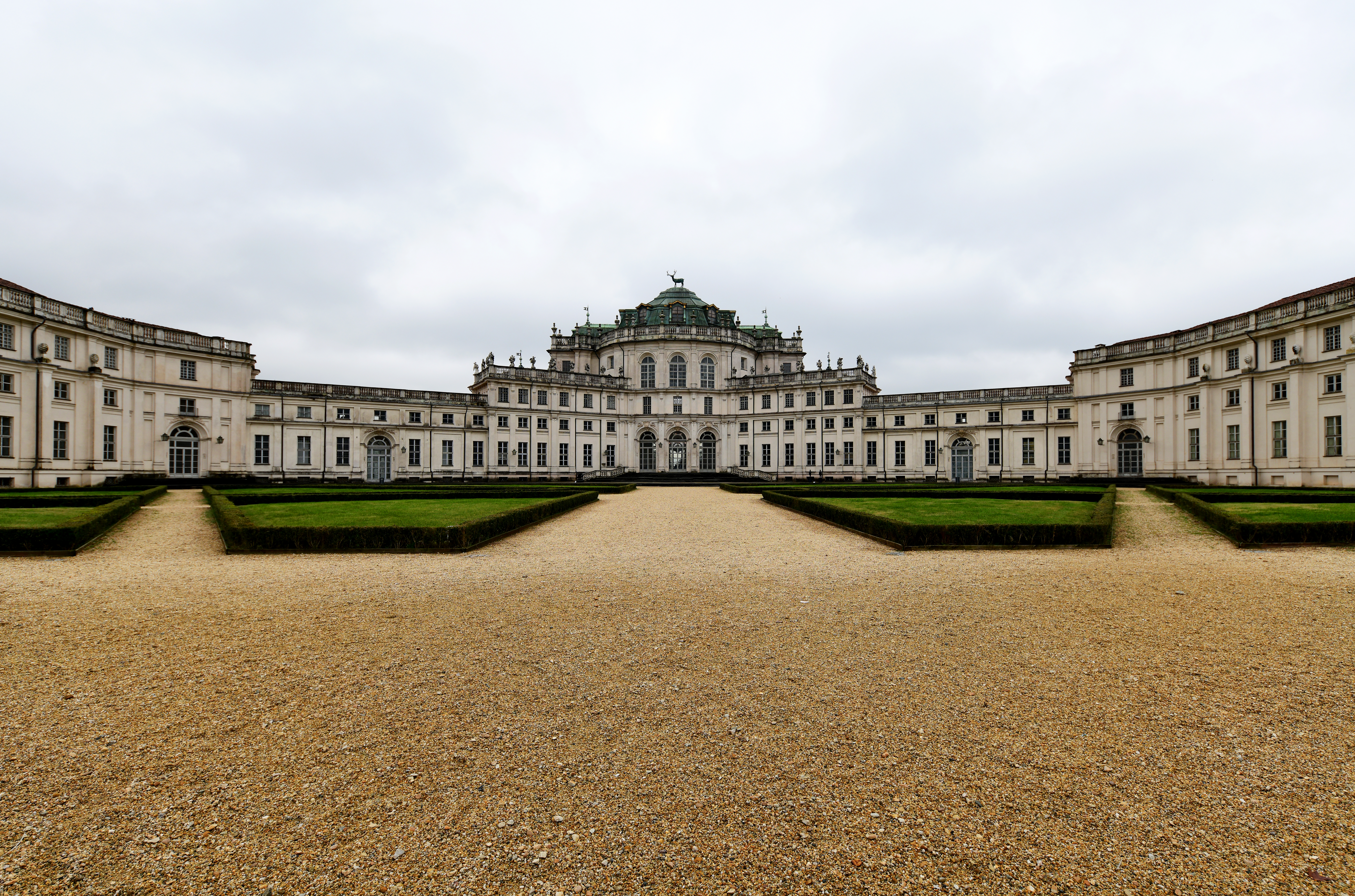
Stupinigi vadászkastély
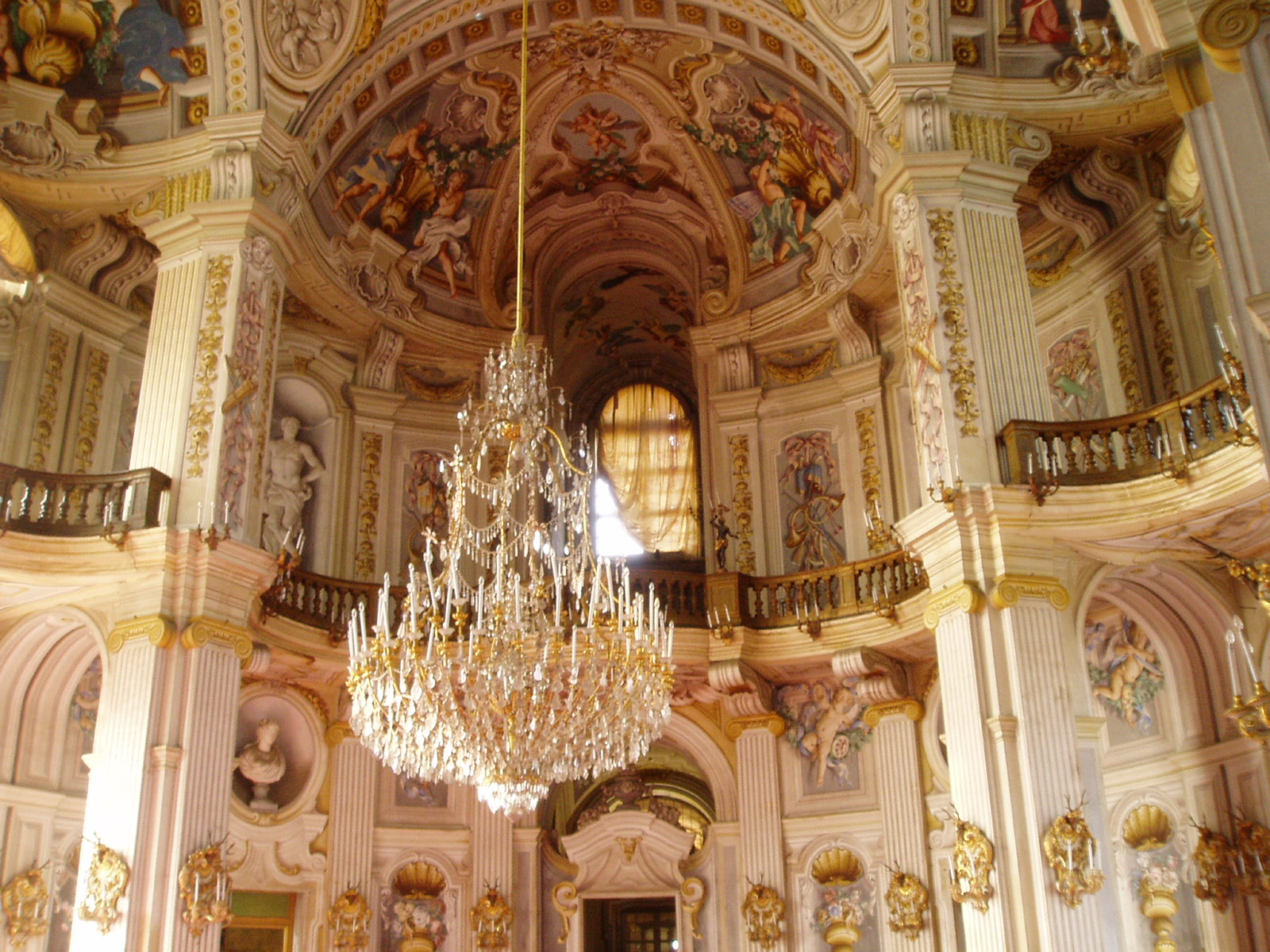
Stupinigi vadászkastély
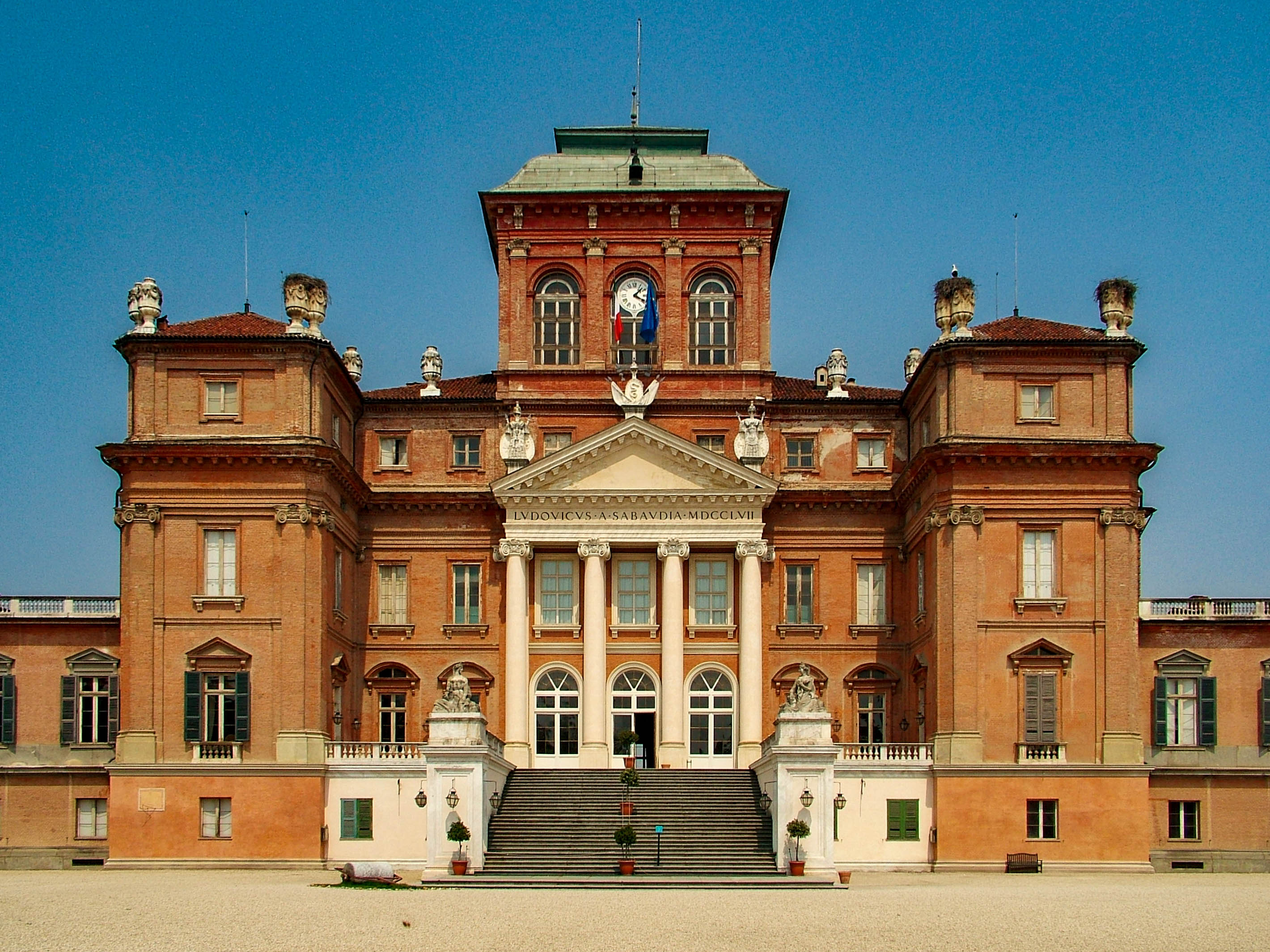
Racconigi  kastélya
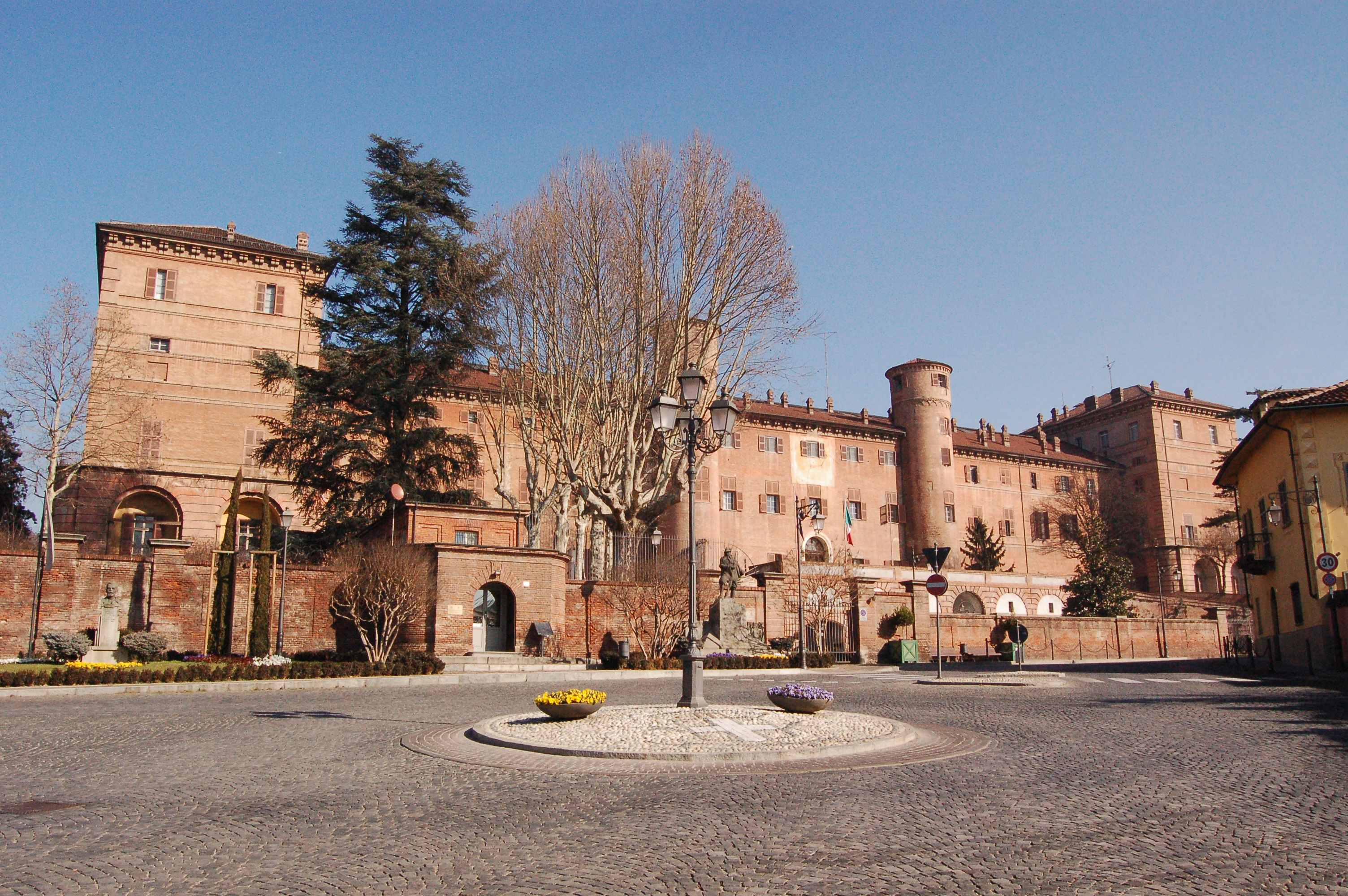
Moncalieri kastélya
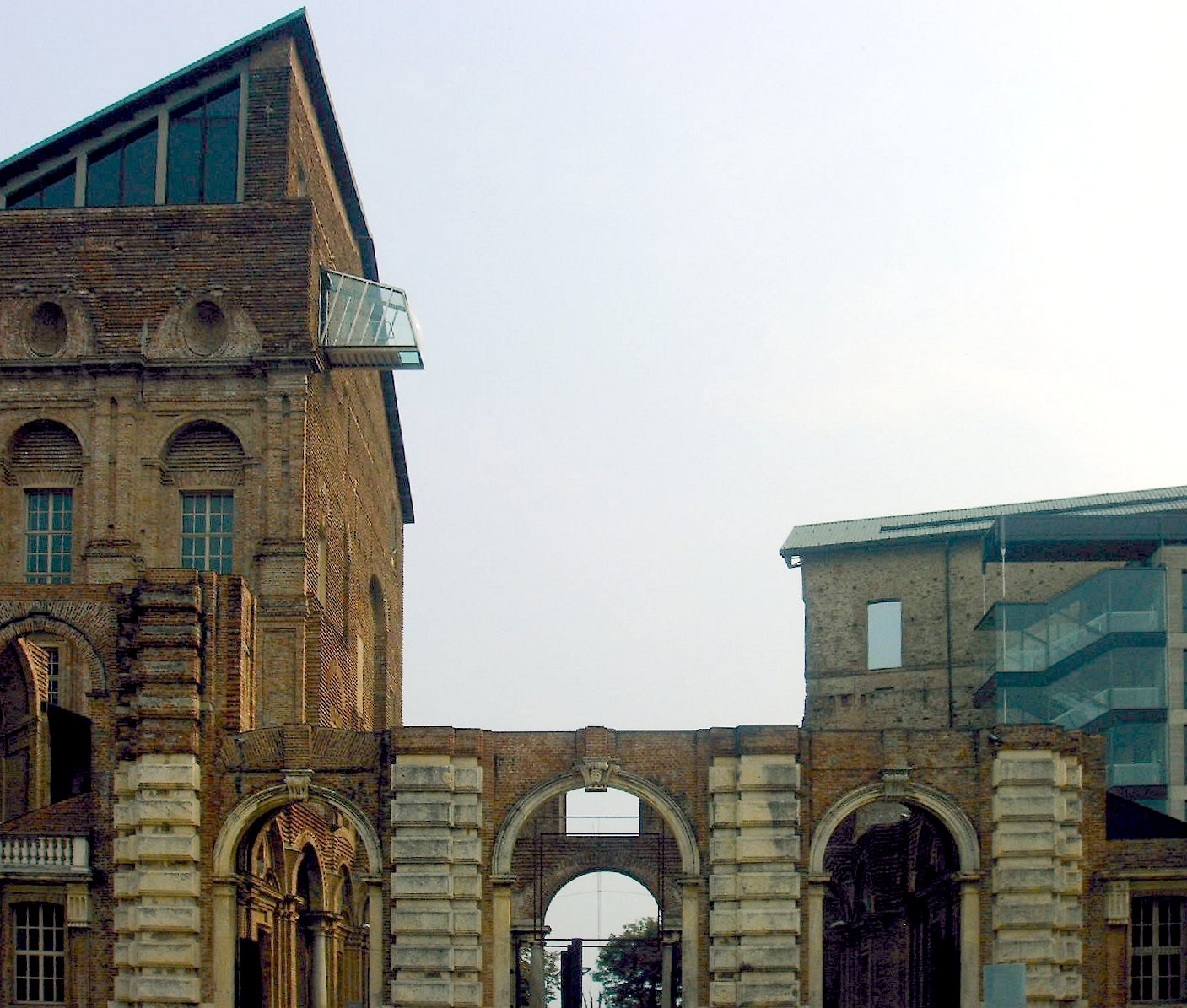
Rivoli kastélya
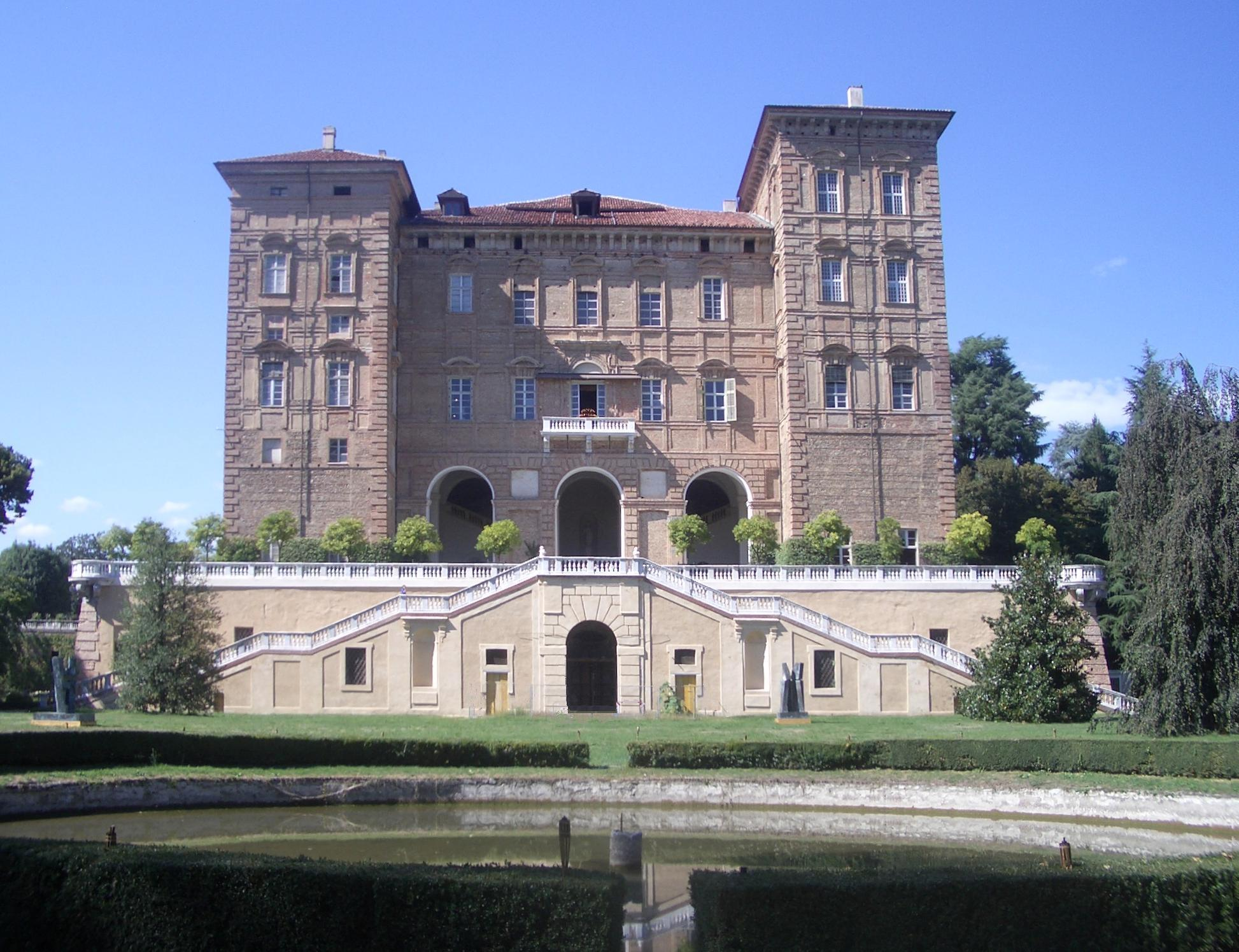
Agliè hercegi kastélya